# Шугар, Режё

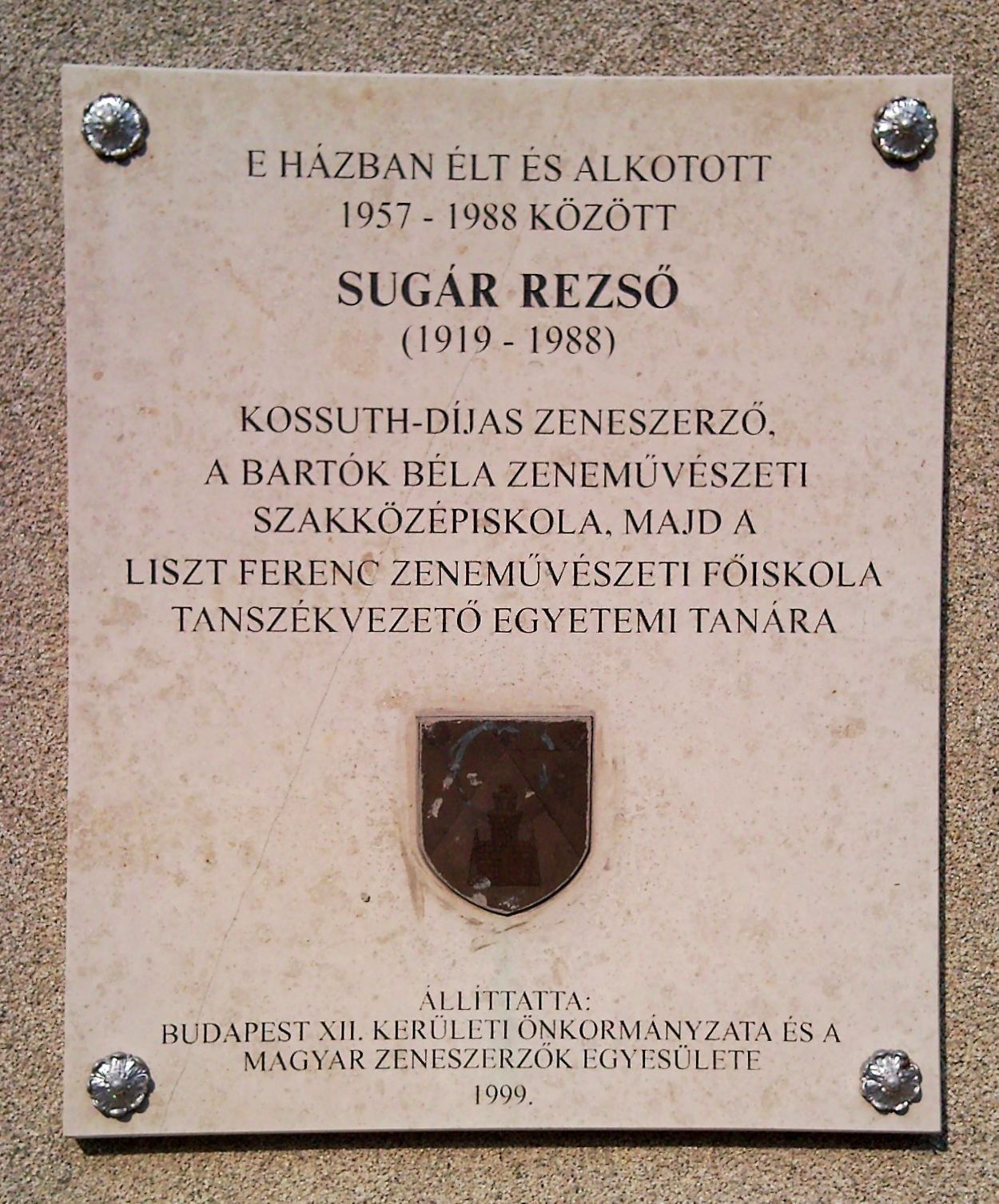
Мемориальная доска Режё Шугару в Будапеште

Режё Шугар (венг. Sugár Rezső; 9 октября 1919, Будапешт — 22 сентября 1988, там же) — венгерский композитор, музыкальный педагог, профессор. Заслуженный артист Венгерской Народной Республики (1976). Лауреат венгерской государственной Премии Кошута (1954).

## Биография
В 1937—1942 годах учился музыке у Золтана Кодая и Альберта Шиклоша в Будапештской музыкальной академии. Посещал лекции по философии в Будапештском университете.
С 1943 по 1946 год преподавал музыку в столичных школах. Работал в Будапештской музыкальной школе.
С 1949 по 1966 год — преподаватель Будапештской консерватории. В 1966 году назначен профессором композиции в Институте педагогической подготовки при Музыкальной академии Ференца Листа.
В 1968—1979 годах возглавлял композиционное отделение Музыкальной академии Ференца Листа.
В числе его известных учеников ганский композитор Ато Тарксон.

## Избранные музыкальные сочинения
Автор балетов, известной оратории Хуньяди и Савонарола, Квартета для струнного оркестра и фортепиано и др.
- Vonóstrió (1941—1942)
- Szerenád (két hegedű, brácsa, 1943)
- Hegedű-zongora szonáta (1946)
- Három vonósnégyes (1947, 1950, 1969)
- Divertimento (1948)
- M. Hunyadi (Hősi ének) (oratórium, 1951)
- Szvit (1954)
- Nyitány (1954)
- Szimfonietta (1955)
- Kőmíves Kelemen (kantáta, 1958)
- Frammenti Musicali (szextett: fúvósötös, zongora, 1958)
- Rapszódia (gordonka, zongora, 1959)
- A tenger lánya (balett, 1961)
- Concerto, in memoriam Béla Bartók (1962)
- Metamorfosis (1966)
- Partita (1967)
- Sinfonia a variazione (1970)
- Epilogus (1973)
- Paraszti háború (oratórium, 1975)
- Concertino (kamarazenekar, 1976)
- Pasztorál és rondó (1978)
- Savonarola (oratórium, 1979)

## Награды
- Премия имени Ференца Эркеля (1953)
- Премия имени Кошута (1954)
- Заслуженный артист Венгрии (1976)
- Премия Бартока-Шепарда (1986)